# Mário Correia
Mário Ildo Machado Correia (Praia, 17 marzo 1978) è un ex cestista e dirigente sportivo capoverdiano.

## Carriera
Con Capo Verde ha disputato sei edizioni dei Campionati africani (1997, 1999, 2007, 2009, 2013, 2015).